# اعتصابات و اعتراضات ۱۴۰۳ پرستاران ایران
اعتصاب و اعتراضات ۱۴۰۳ پرستاران ایران شامل اعتراضات پرستاران در شهرها و استان‌های مختلف کشور منجمله تا کنون در شهرها و استان‌های فارس، همدان، کهگیلویه و بویر احمد، خوزستان، اصفهان، مازندران، فارس، البرز، یزد، بوشهر، کرمانشاه، آذربایجان شرقی، اراک، مشهد، بندرعباس، ایلام، یاسوج و ... انجام شده و از دو هفته پیش به صورت موج جدیدی از اعتصابات و تجمعات اعتراضی تشدید شده است. پرستاران در این اعتصابات و تجمع‌های اعتراضی خواستار رسیدگی به مطالبات خود شدند. معترضان در اعتراضات خود در برخی شهرها شعار دادند: «تورم دلاری، حقوق ما ریالی»، «با کرونا جنگیدیم، حمایتی ندیدیم»، «اضافه کار بیست تومن، خجالت خجالت»، «مسئول بی‌کفایت، استعفا استعفا». این اعتصابات اساساً در اعتراض به فشار کار، توهین و تهدید، پایین بودن پایه حقوق، اضافه‌کاری‌های ارزان و اجباری، معوقات دستمزدی و اجرای مناسب قانون تعرفه گذاری شغل پرستاری صورت گرفته است. برخی از آنها گفتند تا زمانی که به خواسته‌های‌شان رسیدگی نشود به اعتصاب ادامه خواهند داد.

## اعتراضات

#### ۲۰ فروردین
پرستاران چندین بیمارستان در شیراز، لامرد، کهگیلویه و بویراحمد، در اعتراض به عدم رسیدگی به درخواست‌هایشان شامل پرداخت نشدن عادلانه تعرفه، کارانه و اضافه‌کار با دادان شعار «وعده وعید کافیه، سفره ما خالیه» تجمع‌های اعتراضی برپا کردند.

#### ۲۵ فروردین
- گروهی از کادر درمان برای اعتراض به عدم رسیدگی به درخواست‌هایشان شامل: پاداش مناسبت‌ها، اضافه کار اجباری، اجرای صحیح تعرفه‌گذاری پرستاری و اجرای رفاهیات در برابر ساختمان فرمانداری شهرستان باغملک تجمع اعتراضی برپا کردند.[۲]
- به گزارش اتحادیه آزاد کارگران ایران، گروه‌هایی از پرستاران در اهواز دو تجمع اعتراضی یکی در برابر مرکز اداری بیمارستان گلستان و دیگری جلو بیمارستان شهید بقایی برپا کردند.[۲]

#### ۱ اردیبهشت
در شیراز، قریب به ۲۰۰ پرستار در اعتراض به شیفت‌های زیاد اضافه کاری و مبلغ بسیار ناچیز حقوق با پر کردن فرم گفتند دیگر حاضر نیستند اضافه‌کار اجباری که «بیگاری صرف» است را بپذیرند.

#### ۲۴ اردیبهشت
گروهی از پرستاران و کمک‌پرستاران در شهرستان فسا، در برابر ساختمان فرمانداری در اعتراض به عدم رسیدگی به درخواست‌هایشان، تجمع اعتراضی برپا کردند. معترضان که در شرایط کار سخت و اضافه کار اجباری، حقوقشان بسیار ناچیز است، خواستار بهبود مزایای مزدی پرداختی از جمله مزایای تعرفه‌گذاری شدند.

#### ۲۱ خرداد
به گزارش شورای بازنشستگان ایران، جمعی از پرستاران در اعتراض به عدم رسیدگی به درخواست‌هایشان در برابر ساختمان استانداری فارس در شیراز تجمع اعتراضی برپا کردند. این تجمع در اعتراض به اضافه کار اجباری و ارزان، معوقات چندین ماهه و چگونگی اجرای قانون تعرفه‌گذاری برگزار شده است.

#### ۳۰ تیر
به گزارش اتحادیه آزاد کارگران ایران، شماری از نیروهای معترض کادر درمان در برابر ساختمان استانداری ایلام تجمع اعتراضی برپا نموده و خواهان مطالبات مزدی خود بودند.

#### ۱۵ مرداد
جمعی از پرستاران در شیراز در اعتراض به عدم رسیدگی به وضعیت پایه حقوقی، اضافه‌کاری‌های اجباری و میزان پرداخت اضافه‌کاری تجمع اعتراضی برپا کردند. همچنین پرستاران در بندر عباس نیز در اعتراض به دستمزد ناچیز و مبلغ ناچیز اضافه کاری پرستاران و فشار کاری شدید بر دوش آنان اعتصاب کردند.

#### ۱۷ مرداد
اعتصاب پرستاران در مراکز درمانی شیراز شامل پرستاران بیمارستان‌های دولتی شیراز از جمله بیمارستان نمازی، چمران، علی اصغر، انکولوژی امیر، فقیهی، زینبیه و امیرالمؤمنین به دلیل برآورده نشدن مطالباتشان ادامه یافته است.

#### ۲۰ مرداد
اعتصاب پرستاران شیراز برای ششمین روز ادامه یافته است، به طوری که در بیمارستان‌های این شهر به جز بخش اورژانس پرستاری وجود نداشت. این در حالی است که بنابر گزارش شبکه‌های اجتماعی مانند «اعتراض مدنی بازار»، پرستاران بیمارستان‌های دولتی در چند شهر دیگر نیز دست به اعتصاب و تجمع اعتراضی زده‌اند.

#### ۲۲ مرداد
جمعی از پرستاران بیمارستان‌های رهنمون و صدوقی در یزد، دست از فعالیت‌های روزانه کشیده و در محل کارشان تجمع اعتراضی برپا کردند.

#### ۴ ۲ مرداد
اعتصاب‌های پرستاران تا کنون در برخی شهرهای استان‌های اصفهان، مازندران، فارس، البرز، یزد، بوشهر، کرمانشاه، و آذربایجان شرقی جریان تداوم یافته است. معترضان کار سخت، توهین و تهدید، حقوق پایین، اجرا نشدن قوانین و اضافه‌کار اجباری را دلیل این اعتراضات اعلام کرده‌اند. آنها می‌گویند تا زمانی که وضعیت حقوق‌شان درست نشود و حکم‌شان تغییر نکند به کار بر نمی‌گردند.»

#### ۲۷ مرداد
پرستاران و کادر درمان در حداقل سه شهر اراک، مشهد و یاسوج تجمع و تحصن اعتراضی برپا کردند. معترضان در مشهد شعار می‌دادند: «تورم دلاری، حقوق ما ریالی»، «با کرونا جنگیدیم، حمایتی ندیدیم»، «اضافه کار بیست تومن، خجالت خجالت» و «پرستار نباشه، بیمارستان تعطیله».

#### ۲۸ مرداد
اعتصاب و اعتراض پرستاران در شهرهای مختلف از جمله در بیمارستان هاشمی‌نژاد مشهد، ادامه یافته است. خانه پرستار خراسان رضوی طی صدور بیانیه‌ای اعلام کرد که اعتراضات پرستاران در شهرهای مختلف نتیجه دیدگاه‌های تنگ‌نظرانه، سیاست‌های غلط، نگاه‌های تبعیض‌آمیز و مدیریت پزشک‌سالارانه است. همچنین امروز تجمع و راهپیمایی اعتراضی پرستاران در یاسوج ادامه یافته است.

#### ۲۹ مرداد
اعتصاب پرستاران در شهرهای مختلف از جمله اصفهان مشهد و شیراز ادامه دارد. پرستاران خوزستانی نیز در اهواز در برابر استانداری دست به اعتصاب زده و تجمع اعتراضی برپا کردند.

#### ۳۰ مرداد
- بر پایه اخبار شبکه‌های اجتماعی، پرستاران بیمارستان «۲۲ بهمن» نیشابور، بیمارستان «طالقانی» آبادان، بیمارستان «پیمانیه» جهرم، دانشگاه علوم پزشکی همدان و بیمارستان‌های «امام رضا»، «ابن سینا»، «هاشمی‌نژاد» در مشهد با برپایی اعتصاب و تجمع‌های اعتراضی خواستار رسیدگی به درخواست‌های خود شدند.[۱۸] همچنین در مشهد، ماماها نیز در اعتراض به شرایط کاری و معیشتی خود تجمع اعتراضی برپا کردند. از جمله شعارهایی که پرستاران معترض سر دادند، «مسئول بی‌کفایت - استعفا استعفا» بود. در همین حال «نظام پرستاری مشهد» با صدور بیانیه‌ای «هر گونه برخوردهای نامناسب» واقدام ایذایی علیه پرستاران از جانب نهادهای حکومتی را موجب شدت یافتن اعتراضات دانست و افزود در صورت محقق نشدن درخواست‌های پرستاران، اجباراً با اعلام استعفای دسته‌جمعی اعضای هیئت مدیره نظام پرستاری نیز در کنار پرستاران قرار خواهند گرفت.[۱۸]
- پرستاران بیمارستان‌های چابهار در برابر فرمانداری این شهر تجمع اعتراضی بر پا کردند.[۱۹]

#### ۳۱ مرداد
اعتراضات پرستاران به بیش از ۲۰ شهر ایران گسترش یافته است. این درحالی است که این اعتراضات با خشونت مأموران و سکوت مسئولان همراه است.

#### ۳ شهریور
با وجود وعده‌های وزیر بهداشت و برخوردهای امنیتی اعتراض پرستاران کماکان ادامه دارد. شورای هماهنگی اعتراضات پرستاران طی صدور بیانیه‌ای اعلام کرد که طی هفته‌های اخیر پرستاران در ۳۵ شهر و بیش از ۶۰ بیمارستان اعتراض و اعتصاب کردند. این شورا در این بیانیه خواستار حمایت مردم از پرستاران معترض شده است. همچنین نوشته است که پرستاران با اعتصاب و اعتراضات کوبنده خود صدای اعتراضشان به وضعیت اسفبار شغلی و معیشتی خود را بلند کردند و از کرج، شیراز، اهواز، اصفهان، آبادان، جهرم، فسا، آباده، بندرعباس، رفسنجان، اراک، یزد، مشهد، بوشهر، داراب، تبریز، یاسوج، قزوین، نیشابور، اقلید، کنگان، اسلام‌آباد غرب، همدان، دهدشت، کرمانشاه، مریوان، رشت، تهران، سیرجان، تبریز، بیرجند، زنجان، لامرد، چابهار و شهرکرد در این اعترضات شرکت کردند.

#### ۶ شهریور
- در ادامه اعتراضات پرستاران، پرسنل اورژانس و کادر خدمات درمانی در حد اقل ۹ شهر تهران، بوشهر، همدان، یزد، ایلام، اصفهان، نیشابور، بندرعباس و کرمانشاه تجمع‌های اعتراضی برپا کردند. در بوشهر مأموران حکومتی با معترضان اورژانس درگیر شدند و شماری از آنها را دستگیر کردند. بنابر گزارش شبکه اجتماعی مربوط به «اعتراض مدنی بازار»، تعدادی از پرستاران و کارکنان فوریت‌های پزشکی در بوشهر دستگیر شده‌اند.[۲۲]
- در تجمع اعتراضی پرستاران تهران نیز مأموران حکومتی حضور داشته و قصد داشتند پرستاران معترض را متفرق کنند، اما معترضان شعار دادند: «فکر می‌کنید امروزه، قرار ما هر روزه.»[۲۲]
- پرستاران معترض در همدان نیز در برابر ساختمان استانداری این شهر تجمع اعتراضی برپا کرده و شعار دادند: «وعده وعید کافیه، سفره ما خالیه»، «استاندار محترم، حمایت حمایت.»[۲۲]
- در کرمانشاه نیز پرستاران در تجمع اعتراضی خود با در دست داشتن پلاکاردهایی خواهان «اجرای کامل قانون بهره‌وری طبق خدمات پرستاران» و «پرداخت شفاف تعرفه پرستاری» شدند. همچنین در یزد نیز پرستاران اعتصاب کردند و هنگام تحصن شعار دادند: «پرستار می‌میرد، ذلت نمی‌پذیرد»[۲۲]
- پرستاران در تجمع اعتراضی خود در بیمارستان «عیسی بن مریم» در اصفهان شعار دادند: «اضافه کار ۲۰ تومن، خجالت خجالت.» در بندرعباس نیز پرستاران با تجمع اعتراضی در برابر ساختمان استانداری هرمزگان شعار دادند: «پرستار داد بزن، حقتو فریاد بزن» و «وعده وعید نمی‌خوایم، ما حقمونو می‌خوایم.»[۲۲]

#### ۸ شهریور
درحالی‌که از اعتراض‌ها و اعتصاب‌های سراسری پرستاران و کادرهای درمان در شهرهای مختلف ایران یک‌ماه می‌گذرد، اما همچنان موج اعتراض‌ها فروکش نکرده است. پرستاران معترض خواستار اجرای درخواست‌هایشان هستند، اما حاکمیت نه‌تنها توجهی به مطالبات پرستاران و کادر درمانی کشور نکرده است، بلکه افراد لباس شخصی حکومتی و نیروی انتظامی به بعضی از تجمع‌های پرستاران حمله کردند و تعدادی از پرستاران معترض را دستگیر کردند.

#### ۱۰ شهریور
در اصفهان، پرستاران در اعتراض به شیفت‌های کاری طولانی، حقوق اندک و اضافه‌کاری‌های اجباری تجمع اعتراضی برپا کردند.

#### ۱۱ شهریور
در ادامهٔ موج جدید اعتراضات پرستاران، پرستاران بهبهان در مقابل فرمانداری این شهر تجمع اعتراضی برپا کردند. معترضان در این تجمع شعارهایی از جمله: «پرستار داد بزن، حقت را فریاد بزن»، «پرستار می‌میرد، ذلت نمی‌پذیرد» و «با کرونا جنگیدیم، حمایتی ندیدیم» سر دادند. این در حالی است که مقامات حکومتی یک هفته قبل اذعان کردند که دولت ۷۵۰۰ میلیارد تومان به پرستاران بدهکار است.

#### ۱۷ شهریور
اعتراضات پرستاران نسبت به شرایط سخت کاری و وضعیت بد معیشتی با تجمع در شهرهای کاشان، اصفهان و قم ادامه یافته است. معترضان در این اعتراضات شعارهایی مانند: «تعرفهٔ ما کجاست، توی جیب شماهاست»، «ما که نماد صبریم، صبرمون به سر رسیده» و «وعده زیاد شنیدیم، جوابی هم ندیدیم» سر دادند. شورای هماهنگی اعتراضات پرستاران اعلام کرد که مقامات حکومتی خواسته‌ها و فریادهای آنها را نادیده گرفته و از مجموعه مطالبات پرستاران فقط معوقات را، آنهم به شکل قطره‌چکانی و با کسر مالیات به‌صورت مبالغ ناچیز در برخی شهرها و مراکز پرداخت کرده‌اند.

#### ۴ مهر
در یزد پرستاران به علت محقق نشدن مطالبات‌شان، با تأکید بر اصلاح تعرفه پرستاری، اجرای اضافه کاری اختیاری و برخورداری از حق مسکن، اجرای صحیح قانون مشاغل سخت و زیان آور، در برابر دانشگاه علوم پزشکی یزد تجمع اعتراضی برپا کردند.

#### ۲۸ مهر
جمعی از پرستاران در برابر ساختمان استانداری زنجان تجمع اعتراضی برپا کردند. این اقدام پرستاران در اعتراض به اضافه کاری اجباری و عدم پرداخت مطالبات آنها انجام شده است.

#### ۱۲ آبان
در ادامه اعتراضات پرستاران ایران، به دلیل عدم رسیدگی به مطالبات معیشتی آنها از جانب مقامات حکومتی، بنابر گزارش خانه پرستار و شبکه اجتماعی شورای هماهنگی اعتراضات پرستاران، گروه‌هایی از پرستاران در دانشگاه‌های علوم پزشکی و بیمارستان‌های دولتی در یزد و فسا و نیز پرسنل اورژانس در مشهد تجمع‌های اعتراضی برپا کردند. پرستاران معترض در بزد شعار می‌دادند: «فکر نکنید امروزه وعده ما هر روزه». در تجمع اعتراضی پرسنل اورژانس ۱۱۵ مشهد وابسته به دانشگاه علوم پزشکی نیز شعار دادند: «وعده وعید کافیه، سفره ما خالیه». رئیس‌کل سازمان نظام پرستاری جمهوری اسلامی گفت: «تنها طی یک سال ۱۵۰۰ پرستارِ استخدام‌شده، ترک خدمت کرده و حدود ۵۰۰ نفر نیز مهاجرت کرده‌اند».

#### ۱۴ آبان
پرستاران و کارکنان مراکز درمانی در بعضی مناطق کشور از جمله یزد و زنجان در اعتراض به عدم رسیدگی به مشکلات معیشتی خود دست به تجمع‌های اعتراضی زدند. معترضان در زنجان شعار دادند: «پرستار داد بزن، حقت رو فریاد بزن». در یزد نیز شعار دادند: «حقمون رو نگیریم، شیفتمون رو نمی‌ریم».

#### ۱۵ آبان
در دانشگاه علوم پزشکی شیراز، پرستاران و کارکنان در یک حرکت اعتراضی روپوش‌های خود را آویزان کرده و روی آنها پلاکاردهای اعتراضی نصب کردند.

#### ۱۶ آبان
- به دنبال از سرگیری اعتصاب صنفی پرستاران، گروه‌هایی از پرستاران در برخی بیمارستان‌های یزد از جمله بیمارستان صدوقی و افشار برای پنجمین روز متوالی تجمع‌های اعتراضی برپا کردند. آنها شعار دادند: «وعده وعید کافیه، سفره ما خالیه».[۳۲]
- پرستاران معترض در اهواز در برابر سازمان مرکزی دانشگاه علوم پزشکی جندی‌شاپور تجمع اعتراضی برپا کرده و شعار دادند: «پرستار داد بزن، حقت رو فریاد بزن».[۳۲]

#### ۱۷ آبان
بنابر گزارش شبکه‌های اجتماعی همزمان با روز پرستار، گروه‌هایی از پرستاران در شهرهای ارومیه، رامهرمز، قم، میبد، اردکان و بافق در اعتراض به عدم رسیدگی به مطالبات‌شان تجمع‌های اعتراضی برپا کردند. همچنین پرستاران دو بیمارستان کلیدی در شیراز و یک بیمارستان در فسا دست از کار کشیده و اعتصاب کردند.

#### ۱۹ آبان
جمعی از پرستاران بیمارستان نمازی شیراز در اعتراض به پایین بودن سطح حقوق، تأخیر در پرداختی‌ها، اجرای نادرست تعرفه پرستاری، دستمزد ناچیز بابت اضافه‌کاری اجباری و انجام فعالیت‌های روزانه خود دست از کار کشیده و اعتصاب کردند.

#### ۲۲ آبان
در یاسوج پرستاران سه بیمارستان اعتصاب کرده و برای سومین روز به کار خود توقف زدند. آنها خواهان افزایش دستمزدها، کاهش فشار کار و رسیدگی به مطالبات خود بودند.

#### ۲۳ آبان
در شیراز پرستاران، کارکنان آزمایشگاه و رادیولوژی بیمارستان‌های «شهید رجایی و زینبیه» در اعتراض به پایین بودن دستمزدها، فشار کار و عدم رسیدگی به مطالبات معیشتی خود به کار توقف زده و اعتصاب کردند.

#### ۳۰ آبان
- جمعی از پرستاران و کادر درمان با پلاکاردهای حاوی درخواست‌های خود در برابر استانداری شیراز تجمع اعتراضی برپا کردند. روی برخی از پلاکاردها، شعارهای اعتراضی مانند «با کرونا جنگیدیم، حمایتی ندیدیم»، «حقوق و بیمه دوبرابر» و «اصلاح تعرفه‌گذاری» دیده می‌شد.[۳۸][۳۹]
- پرستاران و کارکنان مراکز درمانی در اهواز در برابر استانداری خوزستان تجمع اعتراضی برپا کردند. معترضان شعار دادند: «پرستار می‌میرد، ذلت نمی‌پذیرد.»[۳۸]

#### ۵ آذر
در اهواز قریب به ۴۰۰ نفر از پرستاران و کادر درمان بیمارستان «امام خمینی» در اعتراض به عدم دستیابی به مطالبات خودشان اعصاب کردند. معترضان با راهپیمایی در محوطه بیمارستان شعار دادند: «وعده وعید کافیه، سفره ما خالیه» و «پرسنل داد بزن، حقت رو فریاد بزن». اعتراضات مشابهی نیز در دیگر بیمارستان‌های وابسته به دانشگاه علوم پزشکی اهواز، از جمله بیمارستان‌های رازی و گلستان، اخیراً رخ داده است. درخواست‌های این کارکنان مشکلاتی نظیر سوء مدیریت و عدم پرداخت مناسب حقوق و مزایا بوده است.

#### ۱۱ آذر
در اهواز گروهی از پرستاران در برابر ساختمان مرکز آموزشی، پژوهشی و درمانی گلستان تجمع اعتراضی برپا کردند.

#### ۴ دی
گروهی از پرستاران و کادر درمان بیمارستان کوثر سمنان، در داخل این بیمارستان تجمع اعتراضی برپا کردند. معترضات خواستار رسیدگی به درخواست‌های خود از جمله پرداخت حقوق و مزایا، شرایط و قوانین کار و دیگر مسائل صنفی خود بودند.

#### ۲۴ دی
در شوشتر گروهی از پرستاران بیمارستان خاتم الانبیاء در اعتراض به عدم رسیدگی به مطالبات‌شان در این محل تجمع اعتراضی برپا کرده و خواستار رسیدگی به درخواست‌های خود شدند.

#### ۲۷ بهمن
گروهی از پرستاران مشهد در اعتراض به اینکه تلاش‌ها و پیگیری‌های بهبود معیشت آنها در ماه‌های گذشته به جایی نرسیده در مقابل دانشگاه علوم پزشکی این شهر تجمع اعتراضی برپا کردند. آنها خواستار ارتقاء تعرفه‌های پرستاری براساس قانون اصلاح نظام پرداخت، حذف اضافه‌کار اجباری و بهبود کار کادر درمان بودند.

#### ۶ اسفند
در اهواز، جمعی از پرستاران و کارمندان اداری و خدماتی بیمارستان آریا، در اعتراض به کاهش حقوق خود تجمع اعتراضی برپا کردند. مسئولان بیمارستان قسمتی از حقوق پرداختی را کم کردند تا از آن برای پرداخت عیدی استفاده کنند.

#### ۲۲ اسفند
- کارکنان و پرستاران بیمارستان روان‌پزشکی رازی در اعتراض به عدم رسیدگی به مطالبه حقوق و وضعیت معیشت‌شان در برابر وزارت بهداشت و درمان تجمع اعتراضی برپا کردند.[۴۷]
- گروه‌هایی از پرستاران در شهرهای اصفهان و اراک در اعتراض به وضعیت معیشتی و عدم رسیدگی به مطالبات خود تجمع‌های اعتراضی برپا کردند.[۴۸]

#### ۲۷ اسفند
در تبریز گروهی از پرستاران بیمارستان امام رضا در اعتراض به عدم رسیدگی به مطالبات‌شان در برابر ساختمان اداری این بیمارستان با دادن شعارهای اعتراضی مجدداً مانند هفته گذشته تجمع کردند.

## انعکاسات
- گروه‌های متشکل کارگری، بازنشستگان و معلمان حمایت خود را از درخواست‌های پرستاران ابراز نموده و از برخوردهای حکومتی با پرستاران معترض انتقاد کردند.
- کمیته هماهنگی برای کمک به ایجاد تشکل‌های کارگری، سندیکای کارگران نیشکر هفت‌تپه و گروه اتحاد بازنشستگان و کارگران بازنشسته خوزستان، طی صدور بیانیه مشترکی از پرستاران معترض حمایت کردند. این تشکل‌ها ضمن ابراز همبستگی و حمایت‌شان از خواست‌های پرستاران، در این بیانیه نوشتند: «بسیاری از این خواست‌های معیشتی، مزدی و رفاهی، خواست و مبارزه مشترک ما کارگران، بازنشستگان، معلمان و سایر مزدبگیران نیز هست.»[۲۳]
- بازنشستگان معترض در شهرهای مختلف کشور در تجمع‌های اعتراضی خود با دادن شعارهایی از تجمع‌های اعتراضی پرستاران و کادر درمان پشتیبانی کردند.[۲۳]
- کمپین حقوق بشر ایران با اشاره به اعتراض‌ها و اعتصاب یک‌ماهه پرستاران و کادرهای درمان از حکومت ایران خواست که به حقوق پرستاران و کادر درمان که از ارکان مهم سلامت جامعه هستند، احترام بگذارد.[۲۳]
- وزارت امور خارجه آمریکا نسبت به بازداشت و محکومیت ناعادلانه پرستاران معترض در ایران آنهم به دلیل اعتراضات مسالمت آمیز صنفی ابراز نگرانی کرد.[۲۳]
- شورای بین‌المللی پرستاری (آی.سی. اِن) دستگیری و محکومیت ناعادلانه پرستاران معترض در ایران را عمیقاً نگران‌کننده خواند و تأکید نمود که پرستاران حق دارند بدون ترس از بازداشت یا آزار دست به اعتراض بزنند و حکومت باید با بررسی علت نارضایتی، راه‌کاری عادلانه برای حل مشکلات آنها جستجو کند.[۲۳]

## پیامدها
در یک شهریور ماه مشرق نیوز، پایگاه خبری نزدیک به اطلاعات سپاه گزارش داد که «با پیگیری سازمان اطلاعات سپاه پاسداران در روزهای اخیر، بخشی از معوقات پرستاران واریز شده است.» محمدرضا ظفرقندی، وزیر وقت بهداشت در حاشیه مراسم آئین تکریم و معارفه گفت: «بخش اول جبران مطالبات جامعه پرستاری دیروز و امروز (۵ و ۶ شهریور) به دانشگاه‌های علوم پزشکی پرداخت شده و رؤسای دانشگاه‌های علوم پزشکی باید این مطالبات را در اسرع وقت به پرستاران پرداخت کنند.»